# Trolleybus de Bucarest
Le réseau de trolleybus de Bucarest a été mis en service en 1949 à Bucarest, en Roumanie.

## Lignes
Il y a actuellement 17 lignes de trolleybus en service.
- 61: Complex Apusului -  Piata Rosetti
- 62: Gara de Nord - Colegiul Tehnic Iuliu Maniu
- 63: Pod Izvor - Master
- 66: Spitalul Fundeni - Vasile Parvan
- 69: Valea Argesului - Baicului
- 70: Bd. Basaribia - Facultatea de Medicină
- 72: Costache Stamate - Turnu Măgurele
- 73: Piața Sf Vineri - Piața de Gros
- 76: Piata Unirii - Piata Resita
- 79: Bulevardul Basarabia - Gara de Nord
- 85: Gara de Nord - Baicului
- 86: Clăbucet - Arena Nationala
- 90: M Petrache Poenaru - Complex Pantelimon
- 93: Cartier Brâncuși - Piața Presei Libere
- 95: Cartier Pajura - M Străulești
- 96: Gara de Nord - Depoul Alexandria
- 97: Pasaj Mihai Bravu - Clăbucet

## Anciennes lignes de trolleybus
- 65: Dridu - Piata Sfintii Voievozi
- 74: Piața Unirii - Bd. Alexandru Obregia
- 75: Gara de Nord - Piata Rosetti
- 77: Piata Resita - Piata Sudului
- 80: Valea Argesului - Piata Danny Huwe
- 91: Depoul Alexandria - Piata Rosetti
- 92: Vasile Parvan - Barajul Dunarii

## Matériel roulant
La STB exploite quotidiennement une flotte de 328 trolleybus:
- 201 Astra-Ikarus 415T (n° 5100-5300)
- 100 Astra-Irisbus Citelis 12T (n° 5301-5400)
- 100 Solaris Trollino 12 (n° 5401-5500)
- 12 Rocar 212E (n° 7148/7335/7340/7341/7342/7354/7378/7380/7391/7400/7405/7446)
- 10 Rocar 512E (n° 7446/7449-7453/7455-7458)
- 2 Rocar 312E (n° 7447-7448)
- 2 Rocar 412E (n° 7454/7459)
- 1 Rocar 812E (n° 7460)